# San Andrés Ixtlán
San Andrés Ixtlán es una localidad ubicada en el municipio de Goméz Farías al sur del estado de Jalisco, en México. Cuenta con aproximadamente 8000 habitantes.

## Historia
Los primeras tribus que llegaron a los pequeños valles que rodean a esta población datan de aproximadamente  1400 a 100 a. C. los primeros habitantes se dedicaron a la agricultura, la caza, la pesca y la labranza de piedra cantera. Dentro de las culturas que habitaron esta región fueron la cultura Capacha (Colima) posteriormente llegaron algunas tribus Nahuas primitivas y fue hasta 545 d.c que los toltecas y chichimecas lograron una fuerte influencia , purépechas tuvieron presencia debido a las Guerras del salitre.
Existen vestigios de asentamientos humanos primitivos en el lugar denominado "Tepehuajes" ubicado aproximadamente a 2.5km. al oeste de donde se encuentra actualmente la población. Se sabe que existió un centro ceremonial muy importante denominado "Ixtlán" que significa lugar de hilos de maguey. 
Con la llegada de la evangelización en 1531 por fray Juan De Padilla a la zona de Zapotlán, la población de Tepehuajes fue reubicado a la zona denominada "El Pueblito". Pero posteriormente debido a sus constantes conflictos con la población vecina de San Sebastián en 1701 se decidió reubicar la población al área que ocupa actualmente dicha población inicialmente en el lugar denominado Analco (del otro lado del río).

## Tradiciones
Fiestas patronales: se celebra a patrono San Andrés teniendo como fecha principal el 30 de noviembre
Los paixtles: Es una de las pocas danzas en México de la época precolombina, se caracteriza por la vestimenta conformada por un surrón de paixtle o heno, el uso de una máscara tallada de fibra de maguey, y cuyo ritual se considera inicialmente un ofrecimiento al dios Xipe Tótec, originario de este lugar (valle de Zapotlán) pero posteriormente en virtud de las epidemias y la evangelización se dedicó a San Andrés apóstol como ofrenda a la protección a las pestes que arrasaroncon la población.
A mí lo que más me gustó es ver otra vez a los Paistes (sic), que según creo, es la danza más antigua, porque hablan de ella los primeros cronistas. Los que bailan no llevan, como los demás danzantes, tantos hilachos, plumas, paliacates, espejitos y cuentas de colores. En realidad, ni parecen gentes. Parecen monos de hoja. Desde la cabeza a los pies van cubiertos de heno y no se les ve ni la cara, ni manos, ni pies. Miran a través de las tupidas hebras de zacate y se bambolean lentamente, como árboles, y sus pasos son pequeños y muy medidos. Mero arriba se les ve una angosta mascara de palo, y como la llevan encima de la cabeza con un mechón de cabellos, parecen altísimos. A mí de chico me daban miedo porque parecen brujos. Pero ahora, si yo fuera juez del concurso de danzas, les daba el primer premio a los Paistes (Juan José Arreola)
Corpus: Tradición religiosa celebrada por toda la población en la que se celebra el cuerpo de Cristo eligiendo dos mayordomos quienes son elegidos año con año.
El Botellón: Fiesta popular celebrada en el mes de noviembre, en la cual mediante la cooperación de la población contratan grupos musicales los cuales amenizan el evento desde la noche hasta el amanecer del día siguiente, cada quien es libre de llevar las bebidas que desee, siendo notoria la cantidad de botellas de alcohol que se consumen en dicho evento, para al fin terminar en el famoso "pajarete" en el cual se llevan vacas por la mañana a la plaza principal para ordeñarlas y tomar leche caliente y así continuar con el evento.

## Lugares de interés
Uno de los lugares de los que puede presumir este pequeño pueblito es el llamado "Salto" una pequeña cascada de aproximadamente 50 metros de altura que se encuentra un poco al norte de la localidad, en verano se puede apreciar el correr del agua y en primavera e invierno cuando deja de correr el agua, se puede hacer rappel en él.

## Personas destacadas
Alfredo Chávez Cárdenas (1947-1990). Multicampeón en diversos torneos y dos veces campeón olímpico (medalla de oro) en los Juegos Olímpicos para Discapacitados, en la disciplina de Tiro con arco en Holanda 1980 en Inglaterra.
Ramón Cárdenas García y Narciso Cárdenas Barragán: donadores de múltiples terrenos para la construcción de esta población.